# ノーマン・シュー
ノーマン・シュー（Norman Yung Yuen Hsu、徐詠芫、1951年10月 - ）は、アメリカ民主党への巨額献金事件で知られる中国系アメリカ人。

## 人物
香港に生まれ育ち、18歳で留学のため渡米。カリフォルニア大学バークレー校やウォートン・スクールを卒業。アメリカ国籍を取得。1992年に投資詐欺で禁固3年の有罪判決を受けるが、収監直前に逃亡した。

## 巨額献金事件
2007年8月30日、シューがヒラリー・クリントンや民主党議員らに巨額の資金提供をしていたことをウォール・ストリート・ジャーナルが報じた。同年8月31日、シューは出頭して高額の保釈金を払うが、再出頭日の9月5日には姿を見せず、翌6日にカリフォルニアからシカゴに向かう長距離列車の個室で体調を崩し苦しんでいるところを発見され病院に運ばれた。パスポートを所持しており国外脱出の意思があったと見られている。2009年9月29日、禁固24年の判決が下された。
バラク・オバマ、エドワード・ケネディ、ジョン・ケリー、トム・ハーキン、マイク・ホンダ、ドリス・マツイなども寄付金を受け取っていた。